# Блажени чкаљ
Блажени чкаљ (Cnicus benedictus) биљка је из фамилије Asteraceae. Њено природно станиште је Медитерански регион, од севера Португалије до југа Француске и источно до Ирана.

## Народна имена
Бабино зеље, бенедикта, Бенедиктова лоза, бискупова брада, Краљевац, меки трн, питоми чкаљ, света сикавица, блажени чкаљ.

## Опис
У односу на сродне врсте блажени чкаљ је лако препознатљив. Цела биљка (и стабљика и листови) је густо маљава. Стабљика је усправна и обично гушће разграната, висока до 50-60 цм. Листови кожасти, са јаким венама, бодљикавог обода, дугуљасти. Листови при дну већи (око 30 × 8 цм), остали средње велики, расту све до главице која се губи у венцу листова модификованих брактеја - карактеристична одлика биљке. Базални листови расту на дршкама, остали на краћим петељкама а према горе су благо седећи и криласти обухватају стабљику. Главица је мала, цеваста, зупчаста, обично стоји појединачна на врху грана, велика је 3-4 цм. Централни зракасти цветови су жути до бледожуте. Листићи чашичним љуспе инволукрума (филарије) црепасто распоређене у 4-5 реда; спољне филарије јајасте, око 10 × 5 мм, листолике, оштра врха са 3-6 мм дугом бодљом; централне филарије елиптично-ланцетасте, око 15 × 3-6 мм, са врхом који завршава у чешљастој бодљи; унутрашње филарије широколинеарне, око 20 × 2,5 мм. Ахенија цилиндрична, око 8 мм дуга, упадљиво ребраста, гола, са врхом који има назубљен руб. Папус је крут, сложен из ише периферних елемената. Цветање у јуну и јулу.

## Историја
Cnicus потиче од грчке речи книзеин, што значи "мучење" и односи се на трње биљке. Стара номенклатура Цардуус значи "чичак", под чијом фамилијом је биљка раније класификована. Име врсте Бенедиктус је предмет cпекулација. С једне стране, значење "благословио" се може односити на моћ лековитости биљке, с друге стране, она се може односити на Бенедиктинце који су користили биљку у средњем веку за борбу против куге. У 17. веку, Матиолус је писао о благословеном чичку: "... једва да постоји бољи лек за рак и друге трулежне ране." Канцерогене израслине су споља испиране "кардобенедиктинском" водом и посипане згњеченом биљком.
Биљка је широко узгајана у средњем веку у Европи. Њену употребу у лековите сврхе помиње чак и Шекспир у својој представи "Много буке ни око чега ". Била је веома важна међу многим хербалистима из тог периода.

## Распрострањеност
Има је на подручју Медитерана, на Алпима, у Западној Азији и Северној Африци.

## Хемијски састав
Горки xетерозиди (кницин и други).

## Медицинска употреба
У савременој употреби, блажени чкаљ се може користити припремљен као чај за губитак апетита и варења; за лечење прехладе, кашља, грознице, бактеријских инфекција, и дијареје. Такође се користи као диуретик за повећање измокравања и за побољшање протока млека код дојиља. Неки натапају газу биљком и прибијају га на кожу за лечење чирева, рана, и сл.
У прехрамбеној производњи се користи као арома у алкохолним пићима.